# Изола-Тока (Фрозиноне)
Изола-Тока је насеље у Италији у округу Фрозиноне, региону Лацио.
Према процени из 2011. у насељу је живело 318 становника. Насеље се налази на надморској висини од 76 м.